# قائمة الكتب التي تحتوي على قواعد روبرت في عنوانها
قواعد روبرت للتنظيم هو عنوان مختصر لكتاب من تأليف هنري مارتن روبرت، يهدف إلى أن يكون دليلاً لعقد الاجتماعات واتخاذ القرارات كمجموعة. نُشر الكتاب لأول مرة عام 1876، وخضع لمراجعة دورية على مر السنين، بما في ذلك مراجعتان رئيسيتان أجراهما روبرت وورثته بناءً على ملاحظات المستخدمين.
أقدم طبعات أعماله متاحة الآن للعامة. نُشرت العديد من العناوين بناءً على هذه الطبعات من قِبل جهات غير مرتبطة بالمؤلف الأصلي أو ورثته.
اعتبارًا من نشره في عام 2020، فإن الإصدار الثاني عشر من قواعد روبرت للنظام المنقحة حديثًا، هو الإصدار الرسمي الحالي الوحيد لمجموعة الأعمال المعروفة باسم "قواعد روبرت للنظام".

## الطبعة الرسمية الحالية
"إن الإصدار التالي "يحل محل جميع الإصدارات السابقة ويهدف تلقائيًا إلى أن يصبح السلطة البرلمانية في المنظمات التي تحدد أنظمتها الداخلية "قواعد روبرت للنظام"، أو "قواعد روبرت للنظام المنقحة"، أو "قواعد روبرت للنظام المنقحة حديثًا"، أو "الإصدار الحالي" من أي من هذه العناوين، أو ما شابه، دون تحديد إصدار معين."
روبرت، هنري م.؛ روبرت، سارة كوربين؛ روبرت الثالث، هنري م.؛ إيفانز، ويليام ج.؛ هونمان، دانيال هـ.؛ بالش، توماس ج.؛ سيبولد، دانيال هـ.؛ وجيربر، شموئيل (2020). قواعد روبرت للنظام، الطبعة الثانية عشرة المنقحة حديثًا. نيويورك، نيويورك: الشؤون العامة. 714 صفحة.
الإصدارات الأقدم
نُشرت الطبعات التالية من قِبل المؤلف الأصلي أو خلفائه، وكانت الطبعات الرسمية وقت نشرها. وقد حلّت محلها جميعها الطبعة الرسمية الحالية.
- روبرت، هنري م.؛ روبرت، سارة كوربين؛ روبرت الثالث، هنري م؛ إيفانز، ويليام ج؛ هونمان، دانيال هـ؛ بالش، توماس ج.؛ سيبولد، دانيال هـ؛ وجيربر، شموئيل (2011). قواعد روبرت للنظام، الطبعة الحادية عشرة المنقحة حديثًا. فيلادلفيا، بنسلفانيا: دار نشر دا كابو. 716 صفحة.
- روبرت، هنري م؛ روبرت، سارة كوربين؛ روبرت الثالث، هنري م؛ إيفانز، ويليام ج؛ هونمان، دانيال هـ؛ وبالش، توماس ج. (2000). قواعد روبرت للنظام، الطبعة العاشرة المنقحة حديثًا. كامبريدج، ماساتشوستس: مجموعة بيرسيوس للكتب. 704 صفحات. (كانت هذه الطبعة تُسمى أيضًا "طبعة الألفية").
- روبرت، هنري م؛ روبرت، سارة كوربين؛ روبرت الثالث، هنري م؛ وإيفانز، ويليام ج. (1990). قواعد سكوت فورسمان للتنظيم، الطبعة التاسعة المنقحة حديثًا لعام ١٩٩٠. جلينفيو، إلينوي: سكوت فورسمان وشركاه. 706 صفحات.
- روبرت، هنري م؛ روبرت، سارة كوربين؛ روبرت الثالث، هنري م؛ كلياري، جيمس و؛ وإيفانز، ويليام ج. (1981). قواعد سكوت فورسمان للترتيب، مُنقحة حديثًا (الطبعة الثامنة). جلينفيو، إلينوي: سكوت فورسمان وشركاه. 594 صفحة.
- روبرت، هنري م؛ روبرت، سارة كوربين؛ روبرت الثالث، هنري م.؛ كلياري، جيمس و؛ وإيفانز، ويليام ج. (1970). قواعد روبرت للنظام، مُنقحة حديثًا (الطبعة السابعة). جلينفيو، إلينوي: سكوت، فورسمان وشركاه. 594 صفحة. (كان هذا الكتاب ثاني مراجعة رئيسية لهذا العمل).
- روبرت، هنري م. (1951). قواعد روبرت للنظام، الطبعة الخامسة والسبعون المنقحة (الطبعة السادسة). شيكاغو، إلينوي: سكوت، فورسمان وشركاه (كما صدرت طبعات من مطبعة رايرسون في تورنتو[3]). 326 صفحة. (حرر هذا الكتاب إيزابيل هـ. روبرت وسارة كوربين روبرت).
  - روبرت، هنري م. (1976). قواعد روبرت للنظام، طبعة الذكرى المئوية المنقحة. ماتيتوك، نيويورك: دار نشر إيونيان (أميريون المحدودة). 326 صفحة. (كان هذا الكتاب الطبعة الرسمية المعاد طبعها للطبعة السادسة عام 1951).
- روبرت، هنري م. (1943). قواعد روبرت للنظام المُنقّحة للجمعيات التداولية (الطبعة الخامسة). شيكاغو، إلينوي: سكوت، فورسمان وشركاه (كما طبعتها دار رايرسون للنشر في تورنتو). 326 صفحة. (حرر هذا الكتاب إيزابيل هـ. روبرت وسارة كوربين روبرت).
- روبرت، هنري م. (1915). قواعد روبرت للنظام المُنقّحة للجمعيات التداولية (الطبعة الرابعة). شيكاغو، إلينوي: سكوت، فورسمان وشركاه (كما نُشِرت طبعات من قِبل ويليام بريجز/ رايرسون برس في تورنتو). 323 صفحة. (كان هذا الكتاب أول مراجعة رئيسية للعمل. وهو الآن متاح للعامة).
  - روبرت، هنري م. وروبرت الثالث، هنري م. (1971). قواعد روبرت للنظام المنقحة. نيويورك: دار ويليام مورو وشركاه. 323 صفحة. (كان هذا الكتاب الطبعة الرسمية الجديدة للطبعة الرابعة الصادرة عام 1915، بنسخة غلاف ورقي، مع مقدمة جديدة بقلم هنري م. روبرت الثالث.)
- روبرت، هنري م. (1893). دليل الجيب لقواعد النظام للجمعيات التداولية (" قواعد روبرت للنظام ") (الطبعة الثالثة). شيكاغو، إلينوي: إس سي جريجز وشركاه (سكوت، فورسمان وشركاه في طبعات لاحقة [4]). 218 صفحة. (هذا الكتاب متاح الآن للعامة).
- روبرت، هنري م. (1876). دليل الجيب لقواعد النظام للجمعيات التداولية (" قواعد روبرت للنظام ") (الطبعة الثانية). شيكاغو، إلينوي: شركة إس سي جريجز وشركاه (كما طبعته شركة بيكر وتايلور في نيويورك [5]). 192 صفحة. (هذا الكتاب متاح الآن للعامة).
- روبرت، هنري م. (1876). دليل الجيب لقواعد النظام للجمعيات التداولية (" قواعد روبرت للنظام ") (الطبعة الأولى). شيكاغو، إلينوي: إس سي جريجز وشركاه. 176 صفحة. (هذا الكتاب متاح الآن للجميع.)

للحصول على تفاصيل حول التغييرات بين الإصدارات، راجع قواعد روبرت للنظام التغييرات بين الإصدارات.
لم تُرَقَّم الطبعات الست الأولى صراحةً ضمن محتويات تلك الكتب، بل بدأ ترقيمها صراحةً مع الطبعة السابعة، ثم أُضيف رقم الطبعة إلى عنوانها مع الطبعات اللاحقة للطبعة التاسعة.
تُختصر أسماء الطبعات الرابعة والخامسة والسادسة رسميًا إلى قواعد روبرت للنظام المُنقحة. وتُختصر أسماء الطبعات السابعة والثامنة والتاسعة والعاشرة والحادية عشرة والثانية عشرة رسميًا إلى قواعد روبرت للنظام المُنقحة حديثًا.

## الدليل الرسمي الموجز الحالي
الكتاب التالي هو الدليل الموجز المعتمد الوحيد للطبعة الحالية (الثانية عشرة) من قواعد روبرت للنظام المنقحة حديثًا والمقصود منه أن يكون كتابًا تمهيديًا لأولئك غير المألوفين بالإجراءات البرلمانية.
- روبرت الثالث، هنري م.؛ إيفانز، ويليام ج.؛ هونمان، دانيال هـ؛ بالش، توماس ج؛ سيبولد، دانيال هـ؛ وجيربر، شموئيل (2020). قواعد روبرت للنظام، مُنقحة حديثًا بإيجاز (الطبعة الثالثة). نيويورك، نيويورك: الشؤون العامة. 214 صفحة.

الإصدارات الأقدم
الكتب التالية هي إصدارات قديمة من الدليل الموجز الرسمي.
- روبرت الثالث، هنري م؛ إيفانز، ويليام ج؛ هونمان، دانيال هـ؛ بالش، توماس ج؛ سيبولد، دانيال هـ؛ وجيربر، شموئيل (2011). قواعد روبرت للنظام، مُنقحة حديثًا بإيجاز (الطبعة الثانية). فيلادلفيا، بنسلفانيا: دار نشر دا كابو. 197 صفحة.
- روبرت الثالث، هنري م؛ إيفانز، ويليام ج؛ هونمان، دانيال هـ؛ وبالتش، توماس ج. (2004). قواعد روبرت للنظام، مُنقحة حديثًا بإيجاز (الطبعة الأولى). كامبريدج، ماساتشوستس: مجموعة كتب بيرسيوس. 197 صفحة. (أشارت صفحة العنوان في هذا الكتاب إلى أنه متوافق مع الطبعة العاشرة من مجلة قواعد روبرت للنظام).

يتم اختصار اسم الدليل الرسمي الموجز إلى قواعد روبرت للنظام المنقحة حديثًا بإيجاز.

## كتب غير رسمية
لم تُنشر الكتب التالية من قِبل المؤلف الأصلي ولا خلفائه. لذا، قد تتطابق قواعد هذه الكتب مع قواعد الطبعة الرسمية الحالية أو لا تتطابق معها.
أدلة موجزة من قبل البرلمانيين
تم إعداد الأدلة التالية من قبل برلمانيين محترفين (خبراء في إجراءات الاجتماعات) معتمدين من قبل الجمعية الوطنية للبرلمانيين و/أو المعهد الأمريكي للبرلمانيين .
- جينينجز، سي. آلان (2016). قواعد روبرت للمبتدئين (الطبعة الثالثة). دار جون وايلي وأولاده للنشر. 432 صفحة. (كان هذا الكتاب ضمن قائمة القراءات الموصى بها من قِبل المعهد الأمريكي للبرلمانيين.)[7]
- سلوتر، جيم؛ راجسديل، غوت؛ وإريكسون، جون ل. (2012). ملاحظات وتعليقات على قواعد روبرت (الطبعة الرابعة). مطبعة جامعة جنوب إلينوي. 208 صفحات. (كان هذا الكتاب ضمن قائمة الكتب الموصى بها من قِبل المعهد الأمريكي للبرلمانيين.)[7]
- سيلفستر، نانسي (2010). دليل الأحمق الكامل لقواعد روبرت (الطبعة الثانية). مجموعة بنغوين. 384 صفحة. (كان هذا الكتاب ضمن قائمة الكتب الموصى بها من قِبل المعهد الأمريكي للبرلمانيين.)[7]
- سيلفستر، نانسي (2006). دليل حرب العصابات لقواعد روبرت. مجموعة البطريق. 256 صفحة.
- زيمرمان، دوريس ب. (2005). قواعد روبرت بلغة واضحة: دليل مقروء، موثوق، وسهل الاستخدام لإدارة الاجتماعات (الطبعة الثانية). دار هاربر كولينز للنشر. 192 صفحة.

أدلة موجزة من قبل الآخرين
- شركة بار تشارتس (2011). قواعد روبرت للترتيب (دراسة سريعة: إدارة الأعمال) . شركة بار تشارتس، 6 صفحات (أوراق مغلفة ).
- كامبل، باربرا (2004). كتاب "قواعد روبرت الكاملة: كل ما تحتاجه لتنظيم وإدارة اجتماع" . آدامز ميديا. 290 صفحة.
- كان، مارغوري ميتشل (1991). قواعد روبرت للنظام - مُبسَّطة . تجارة الحضيض. 71 صفحة. (نُشر هذا الكتاب أصلاً عام 1990 تحت عنوان "مفاتيح كان لاجتماعات أفضل : الإجراءات البرلمانية المُبسَّطة ").
- كلايد بانك ميديا ذ.م.م. (2016). قواعد روبرت: دليل البدء السريع - دليل مبسط للمبتدئين لقواعد روبرت للتنظيم . كلايد بانك ميديا ذ.م.م. 84 صفحة.
- كوك، ريتا (2008). الدليل الكامل لقواعد روبرت للنظام مُبسّطة: كل ما تحتاج لمعرفته مُوضّح ببساطة . مجموعة أتلانتيك للنشر. 288 صفحة. (في هذا الكتاب، ذُكرت بعض الأقسام على أنها مُعاد طباعتها من الطبعة الرابعة لعام 1915).
- دار ليتل جرين أبلز للنشر ذ.م.م. (2015). قواعد روبرت للتنظيم ( "ملخصات الدراسة" ). دار ليتل جرين أبلز للنشر ذ.م.م.، 44 صفحة.
- إنتاجات ماكونيل، روبرت (2014). قواعد ويبستر الجديدة: قواعد روبرت للنظام مُبسّطة ومُطبّقة (الطبعة الثالثة). هوتون ميفلين هاركورت. 432 صفحة. (في مقدمة هذا الكتاب، الصفحة 18، ذكر المؤلف أن هذا الكتاب لا يتوافق مع الطبعة الرسمية الحالية في بعض النقاط).
- مينيتور، راندي (2015). قواعد روبرت للنظام في العمل: كيف تشارك في الاجتماعات بثقة . دار زيفيروس للنشر. 120 صفحة.
- روشيلو، دبليو. إف. (2014). دليل موجز وسهل للإجراءات البرلمانية وقواعد روبرت للنظام . منصة النشر المستقلة كرييت سبيس. 24 صفحة. (أشارت صفحة حقوق النشر إلى أن أجزاءً من هذا الكتاب نُشرت أصلاً من قِبل وزارة الزراعة الأمريكية عام 1950.)
- روزاكيس، لوري إي.؛ ليشتنشتاين، إيلين؛ ومعهد برينستون للغات (1995). قواعد روبرت للترتيب في القرن الحادي والعشرين . دار ديل للنشر (مجموعة فيليب ليف). 224 صفحة.
- روزاكيس، لوري إي. وميريام وبستر (1996). قواعد روبرت الجديدة للترتيب . دار سميثمارك للنشر. 336 صفحة. (نُشر هذا الكتاب أصلاً عام 1994 تحت عنوان قواعد ميريام وبستر للترتيب).
- سبارك نوتس (2014). قواعد روبرت للترتيب (سبارك تشارتس) . سبارك تشارتس. 6 صفحات. (مخطط جداري)
- دار نشر سبيدي ذ.م.م. (2014). قواعد روبرت للنظام ( أدلة دراسية من سبيدي) . دار نشر سبيدي ذ.م.م.، 4 صفحات (ورق مغلف).
- فايسغال، تيد (2014). قواعد روبرت للأطفال: دليل لتعليم الأطفال من الروضة إلى الصف الخامس أساسيات الإجراءات البرلمانية . دار وايز ويت للنشر. 108 صفحات.

إصدارات المجال العام
أقدم طبعات العمل للمؤلف الأصلي، هنري م. روبرت، متاحة الآن للعامة. هذه هي الطبعات الأولى والثانية والثالثة والرابعة التي نُشرت في أعوام 1876 و1893 و1915 على التوالي.
أعمال غير ذات صلة
هناك أعمال أخرى تحمل عنوان "قواعد روبرت" لا علاقة لها بإجراءات الاجتماعات أو العمل المعروف باسم "قواعد روبرت للتنظيم". بعض مؤلفي هذه الأعمال الأخرى كانوا يحملون اسم "روبرت". عادةً ما تشير العناوين إلى موضوع هذه الكتب.